# Cerodontha yukonensis
Cerodontha yukonensis är en tvåvingeart som beskrevs av Spencer 1969. Cerodontha yukonensis ingår i släktet Cerodontha och familjen minerarflugor.
Artens utbredningsområde är Yukon. Inga underarter finns listade i Catalogue of Life.